# استئارات لیتیوم
استئارات لیتیوم (به انگلیسی: Lithium stearate) یک ترکیب صابونی با شناسه پاب‌کم ۲۰۵۶۹ است که از واکنش اسید استئاریک با هیدروکسید لیتیوم است. 